# حمیدالله سردارزهی
حمیدالله سردارزهی (۱۵ فروردین ۱۳۳۸ – ۱۹ مرداد ۱۳۹۹) نیکوکارِ صلح‌جو و از معتمدانِ طایفه‌های جنوب بلوچستان ایران و بلوچستان پاکستان، اهل ایران بود.

## زندگی‌نامه
حمیدالله سردارزهی، ۱۵ فروردین سال ۱۳۳۸ در روستای بُگ از توابع شهرستان قصرقند استان سیستان و بلوچستان متولد شد.
تحصیلات ابتدایی را در دبستان سعدی بُگ قصرقند گذراند. او دوران راهنمایی و متوسطه را در چابهار گذارند. پس از آن، برای ادامه تحصیل، مانند اکثر هم عصران خودش که در آن سال‌ها به کراچی می‌رفتند، به پاکستان رفت. او در سال ۱۹۹۰، در رشتهٔ تاریخ اسلام با مقطع کارشناسی ارشد، از دانشگاه کراچی فارغ‌التحصیل شد. سپس برای فراگیری زبان‌های خارجی به بریتانیا رفت و در لندن زبان انگلیسی و فرانسوی را  فرا گرفت. او در سال ۱۹۹۲ به ایران باز گشت. حمیدالله سردارزهی همچنین به زبان‌های  عربی، اردو، جدگالی و سندی نیز تسلط کامل داشت.
سردارزهی از معدود شخصیت‌های با نفوذ تاریخ بلوچستان بود که آگاهی کاملی از شرایط قوم بلوچ داشت، وی با توجه به آگاهی بر تاریخ گذشته و ارتباط نزدیک با فعالین سیاسی و اجتماعی بلوچ و به نسبت جایگاهی که در بین بلوچ‌های ایران و پاکستان داشت، حلقهٔ اتصال بین اکثر طوایف مکران به‌شمار می‌رفت و عمدهٔ تلاش خود را برای ایجاد و حفظ صلح و آرامش منطقه می‌نمود.

## خانواده
حمیدالله سردارزهی فرزند ارشد میرمولاداد (يكى از حاكمان سابق منطقه دشتیاری و چابهار) بود. او نوهٔ سردار دین محمدخان بزرگ بود که در دورهٔ قاجار حاکم دشتیاری بوده و دورهٔ رضاشاه به تبعید و اعدام محکوم شد. داستان آن را خوانندهٔ زن بلوچ ماگی در قالب یک آهنگ بازگو کرده‌است؛ دین محمد از شخصیت‌های بانفوذ و تأثیرگذار آن برهه در بلوچستان بوده‌است. دوست محمدخان بارکزهی  حاکم دولت بلوچستان که سرانجام به دلیل شورش و مخالفت با رضاشاه، به دستور شاه اعدام شد نیز دایی پدر حمیدالله سردارزهی بوده است.
حمیدالله سردارزهی در سال ۱۳۶۸ ازدواج کرد که حاصل آن ۳ دختر و ۲ پسر بود که پسر بزرگتر (محمود)، در اسفند ۱۳۹۵ بر اثر تصادف درگذشت.
معین‌الدین سعیدی نماینده مردم چابهار در مجلس ، خواهرزاده ایشان می‌باشد.

## درگذشت
حمیدالله سردارزهی، شامگاه ۱۹ مرداد ۱۳۹۹، پس از ۲ ماه تحمل بیماری بر اثر ابتلا به ویروس کرونا و بیماری ریوی، در بیمارستان نیکان تهران درگذشت. پیکر او، ۲۱ مرداد ۱۳۹۹ در مصلای عیدگاه چابهار تشییع و به خاک سپرده شد.
در پی درگذشت حمیدالله سردارزهی، افرادی مانند: علی ربیعی (سخن‌گوی دولت ایران)، محسن حاجی میرزایی(وزیر آموزش و پرورش) محمد باقر قالیباف (رئیس مجلس شورای اسلامی )نمایندگان بلوچستان پاکستان، رضا پهلوی (آخرین ولیعهد ایران)، احمدعلی موهبتی (استاندار سیستان و بلوچستان) و هیثم بن طارق شاه عمان...، پیام‌های تسلیت منتشر نمودند.